# マグナブラバン〜遍歴の勇者
『マグナブラバン〜遍歴の勇者』（マグナブラバン へんれきのゆうしゃ）は、1994年11月18日に日本のアスク講談社から発売されたスーパーファミコン用ロールプレイングゲーム。
主人公のアレクスを操作し、魔王ガルデアを倒して地上世界の平和を取り戻すことを目的としている。本作は日本のコンピュータRPGにありふれた「剣と魔法の世界」を舞台としているが、主人公の少年はエリートではなく一般人であり、伝説の勇者（の末裔）は脇役に置かれている。憧れだけを胸に抱いて戦いに臨んだ少年が、やがて本当に守るべきものを見出し、最後に元の日常へと帰っていくまでを描いた成長譚である。
開発はアスク講談社およびレナールが行い、プロデューサーは3DO用ソフト『Virtual Quest ファラオの封印』（1994年）を手掛けた小山秀一、ディレクターはアイレムのファミリーコンピュータ用ソフト『魔鐘』（1986年）を手掛けた水足淳一、シナリオは脚本家の高山克彦、音楽はパソコン用ソフト『アルシャーク』（1991年）を手掛けた佐藤天平、イメージイラストはアニメーターの村瀬修功が担当している。

## ゲームシステム
本作のゲームシステムは当時の家庭用ゲーム機用ロールプレイングゲーム（RPG）で一般的な見下ろし（トップビュー）形フィールドマップを移動し、町や城などに到着すると別マップに切り替わる、いわゆるドラゴンクエストスタイルを採用している。移動中の敵との遭遇もランダムエンカウント形式で戦闘へと移行するのは一般的なRPGと同様だが、戦闘場面はダイナリアル戦闘システムと名付けられた独特な戦闘システムで戦われる。

### ダイナリアル戦闘システム
本作で採用された戦闘システム、ダイナリアル戦闘システムは、あらかじめ登録した作戦に従ってリアルタイムで戦闘が行われるオートバトルシステムである。

#### 作戦
キャラクターごとに5枚の作戦パネルがあり、その内容を登録することで戦闘時の行動を決定する。
たとえばアレクスの「作戦1パネル」の内容を「いつもはロングソードでたたっきる、ときどきポーションでかいふくする、またはバックラーでぼうぎょする」とすると、70%の確率で剣による攻撃、15%で回復薬の服用、同じく15%で盾による防御を行う。なお、アイテムは所持数を越える使用はできない。
パネルの種類は以下の通り。緊急パネルをのぞく4種を戦況に応じて切り替えることで各キャラクターへの指示とする。
- 作戦1 : 魔法の登録不可。直接攻撃向き。
- 作戦2 : アイテム登録不可。防御向き。
- 作戦3 : 直接攻撃・防御登録不可。攻撃と回復を問わず、魔法向き。
- 緊急 : HP（体力）やPOW（気力）が一定値を下回った場合、自動的に選択される。登録内容に制限はなく、逃げるのも回復するのも、あるいは倒される前に攻撃を加える設定にすることもできる。
- 逃げる : 履物登録専用。基本的に、時間がかかることがあっても戦闘からは必ず逃げられる。

戦闘はオートバトルだが設定した通りの行動を取り続けるため、キャラクターの行動は頻繁に設定・変更することになる。なお、戦闘不能になってもポーション類を使うだけで復活できる。そのためRPGでよく見られる「戦闘不能を回復する専用のアイテム・魔法」という概念がない。

#### 視線移動
戦闘画面はクオータービューで表現され、主人公たちは左側（後ろ姿）から登場する。これは『ファイナルファンタジー』以来普及した右からの流れとは正反対となっている。映像関係の現場にいた経験もあるシナリオ担当の高山克彦によれば、現代日本語のように横書き文を左から始める以上は、キャラクターも左から出して視線移動の向きをそろえるのが正しい表現だという。高山の考え通りの表現がマグナブラバンで実現していたため、高山がプログラマーに良い表現だと話したところ、ただ単に「ほかと一緒だとつまらないから逆にした」という答えが返ってきたそうである。

#### 戦闘バランス
雑魚でも非常に手強く設定されており、新しい町で装備を整えるまでは苦戦を強いられることが多い。また装備品も非常に高い。エンカウント率が高く、新しい地域やダンジョンに行くと急激に敵のレベルが上がるので、ボス戦よりも苦戦を強いられる。特にラストダンジョンはその傾向が顕著であり、最終決戦メンバーを選出した後、かなりのレベル上げが必要となる。反面、作品に登場するボス自体は然程強めに設定されておらず個体数も少なめ。ただし中盤で戦うボス「破壊の竜」はかなり強めに設定されており、これまでの比ではない強さを誇る。またいわゆる「負けバトル」が多いのも特徴。

## ストーリ－
闇の世界の支配者である魔王ガルデアが、地上世界へと侵略の手を伸ばしてきた。魔王軍の前に多くの国々が滅ぼされ、辺境の小国アナテアにも戦火が及ぼうとしていた。アナテア国王は軍備増強のため、騎士登用試験である武闘会を開催する。
羊飼いの少年アレクスは幼少の頃、魔物に襲われていたところを騎士に助けられたことがあった。そのため自身も騎士を志し、両親の反対を押し切って家を飛び出してしまう。都の武闘会に参加するもあえなく初戦敗退。宿屋のベッドで目を覚ましたところを同じく負け組の魔法使いジーナと戦士ゲッツに捕まり、ミド飲みにつきあわされるハメに。
その時、闘技場のほうで大きな音が聞こえた。アレクスたちが駆けつけてみると、先手を打った魔王軍の奇襲により武闘会の勝者たちは全滅したあとだった。ところが、様子を見に来た大臣がその場に立ち尽くす3人を「襲撃を無傷でくぐり抜けた強者」と勘違い。実力を見込まれた彼らは（酔った勢いもあって）そのままアナテア魔王討伐隊に任命されることを受け入れてしまう。とはいえ実力不足は本人たちも承知しているところ。ジーナの発案で手っ取り早く強くなれる薬の材料を探しに行くことになる。
一行は、ジーナの故郷である魔道士ギルドにてその薬を作れるというバクトゥンと接触。だが薬を作るための材料がないという。ジーナの知り合いであるエルフの女性リリアナの協力もあり材料集めを終える。しかし、バクトゥンの正体は、魔王の腹心にして地上世界侵略の先兵であった。彼が作った薬は「楽に強くなれる薬」などではなく「飲んだ者を洗脳し意のままに操れる薬」だった。それを見咎めたギルドマスターはバクトゥンに挑むが返り討ちに遭う。バクトゥンを追うのは孫娘ジーナたちに任せ、洗脳を解くアイテム目覚めのベルを託した。
魔王がいる黄泉の国に行くには、エルフ・ランドの長老の力を借りる必要があった。そこで大陸の北側を目指すアレクスたちだが、墓地を通り抜ける際に亡霊に行く手を阻まれてしまう。そこへ加わった見習い僧侶のシャロンによって亡霊たちは浄化され、港町への道を切り開く。ところが港町では海の魔物によって何隻も船が沈められており、とても出港できないと断られてしまう。さらに立ち寄った酒場で（酔った勢いもあり）アレクスとジーナは口喧嘩を始めてしまった。「ぼくは一人前の騎士」だというアレクスの言葉をジーナが否定したからだった。売り言葉に買い言葉が重なり、アレクスは「ジーナやシャロンがいなくたって魔王退治はできる！」と言ってしまう。結果、ジーナとシャロンはどこかへ行ってしまい、心配したリリアナも2人について行ってしまった。そこへ話を聞いていた勇者の末裔ロトトが無理やり仲間に加わった。さらに続いて船乗りの武闘家リーが港町にやってくる。魔王を倒すという目的が一致したため仲間に加わり、海路を移動する手段を得た。
出港の前にジーナたちを探しに行くが、サラナンの国王の兵士たちによって捕らえられてしまう。魔物退治をする一行を「魔物を虐めた罰として死刑にする」と言い出したというのだ。実はサラナンの国王はバクトゥンの操り人形となっていた。王座を守っていた魔物を打ち倒し、目覚めのベルで国王に正気を取り戻させた。直後、バクトゥンはさっさと逃げ出してしまう。サラナンを救ったお礼として王女アン（アンジェリカ）が一行に加わった。
しかし、バクトゥンによって操られていたドワーフたちが破壊の竜への生贄として美女たちを連れ去ってしまった。その中にはジーナたちの姿もあった。ジーナたちを取り戻すも破壊の竜は復活してしまった。アレクスたちは仲間と力を合わせこれを撃破する。だがジーナは崩落する廃坑に取り残されてしまう。アレクスは命を懸けて彼女を助け出し、これをきっかけに2人は互いに惹かれ合うことに。
次の大陸に着いたアレクスたちは、ロトト、アン、リーと離れ、二手に分かれて行動することとなった。アレクスたちは魔物ゴルゴーンに襲われていた騎士を救助する。その騎士は、かつてアレクスを魔物から助けた人物だった。騎士は今では目先の栄誉しか頭になく他者を見下す人間になっていたが、旅の中で成長したアレクスに助けられたことで改心。かつての自分を取り戻し、アレクスもまた恩人に恩返しができたことを喜んでいた。それも彼一人の力ではなく、仲間という存在があったからこそ起こせたこと。どんな褒賞よりも仲間こそが大切であると学ぶのだった。
だがその最中、ノルテリオ城に立ち寄った際に国王たちからミドに「呪いの毒」を盛られてしまう。ミドが苦手なアレクスは難を逃れたが、ジーナ、ゲッツ、シャロンが毒によって倒れてしまった。彼らを助けるために薬草の谷へと向かうが、巨大な魔物に襲われなす術もなく蹂躙される。絶体絶命の中、アレクスを救ったのはロトト、アン、リーであった。彼らの活躍で魔物は撃破されたが、その間にノルテリオ城はバクトゥンらの襲撃を受け、ジーナたち3人は連れ去られてしまった。大切な女性を助けるべくアレクスは仲間たちと共に魔王の居城へと通じるゲートがある「アイスタワー」へと辿り着く。
最初の障害として表れたバクトゥンを追い詰めるも、洗脳されたジーナ、ゲッツ、シャロンらが現れ劣勢に追い込まれる。しかしアレクスの諦めない思いと水晶の歌によってジーナは自力で洗脳を解き、潜在能力を開花させたことで逆にバクトゥンを圧倒し撃破した。
仲間たちを救出した後、アレクスは態勢を整えて再度アイスタワーへ突入。魔王ガルデアを打ち倒し、誰一人欠けることなく無事に帰還を果たした。アナテア国王からは望みの褒美をもらえることになっていたが、アレクスは「何もいりません」と告げ、今ここにいる仲間たちこそがかけがえのない宝物であると示し、以後は騎士をやめ実家に戻って家業を継ぐことに。その側には最愛の女性であるジーナの姿があった。やがて時は流れ、父親となったアレクスは自分の子供たちから「魔王討伐」のことを聞かれ、仲間たちとの旅の話を始めるのだった。

## 登場キャラクター

### パーティーメンバー
パーティーの最大人数は5名であり、主人公のアレクスを固定として残るメンバーはシナリオの進行によって入れ替わる。唯一闇の世界へと決戦におもむく際は、プレイヤーの任意でメンバーを選ぶことができる。ただし一度決めたら変更はできない。
アレクス（名前は変更可能）
主人公。カーム村で暮らす羊飼いの少年。「アレクス」という名前は説明書などに記載されているものであり、プレイヤーの任意で名前変更が可能。
能力的には攻守に優れたバランス型で、物理から魔法まで幅広く活躍できる。また強力な攻撃魔法「マグマハザード」が使える数少ない人物。
メンバー内で唯一ミドが苦手。幼い頃に魔物から救ってくれた騎士に憧れており、なりゆきでアナテア魔王討伐隊の位を拝命する。お人よしの正直者だが臆病者でもあり、統率力もあまりない。しかし肝心なところで勇気を発揮し、仲間たちを引っ張るためリーダーとして認められるようになっていく。またゲッツからも実力がついて来たことを褒められている。
両親の反対を押し切って勝手に騎士になったため、父親に勘当されてしまい「立派な騎士」になるまで家に帰れなくなってしまう。そのため当初は「一人前の騎士」になることにこだわり、手柄を立てて褒美をもらうことが一人前の騎士なのかと思い悩んでいた。しかし、純朴で素朴な心根の少年は成長を迎えて行き、次第に本当の強さというものを知るようになっていく。
終盤では憧れだった騎士と再会し「大切な者を守るために」戦えばいいと諭された。後に「仲間こそが最高の宝物」だと気づき、褒美や名誉のために剣を振ることなく誰よりも騎士らしい実力と精神を手に入れた。そして「ジーナのために」戦っていたことを自覚する。
エンディングでは騎士を引退し、家業を継いでジーナと結婚。二人の子宝に恵まれた。ラストシーンは、アレクスが「落ちこぼれの騎士と魔法使いの三人の旅立ち」を子供たちに語るところで幕引く。
名乗りは「悪を滅ぼす白銀の勇気。アナテア魔王討伐隊より騎士『アレクス』、これに見参」。
ジーナ
魔道士ギルドの長老の孫娘。なりゆきで宮廷魔術師の位を手にする。アナテア魔王討伐隊の一。
典型的な魔法使い型で、攻撃・補助魔法に特化されている。最強の攻撃魔法「メテオライト」は彼女しか使用できず、状態異常を与える魔法も彼女にしか使用できないものがある。
シャロンと同じタイミングで離脱してしまい、終盤まで再加入しない。上記にもある通りノルテリオ城のイベントでまた離脱してしまい、バクトゥン撃破後に再加入させるか選ぶこととなる。
気が強く、アレクスに対してはお姉さん風を吹かせるが、彼がほかの女性に鼻の下を伸ばすとやきもちを焼く一面も。ミド飲み癖が悪い。実力はアレクスとさほど変わらないものの「ギルドマスターの孫娘」なためプライドだけは高く、自己過信している節がある。一方で騎士を毛嫌いしており「褒美と手柄しか頭にない」と偏見を持っている。
かつて母親はとある騎士と旅をしており、強力な魔物との戦いで命を落とした。騎士は目先の手柄に目が眩み撤退しなかったため、重傷を負った母は治療ができず命を落とすことになったとジーナは考えている。このことから騎士を毛嫌いするようになり、アレクスには「一人前の騎士（手形と褒美に目が眩む人間）」にはなってほしくないと考えていた。
気弱で優柔不断なアレクスとは衝突が多かったものの、自分を助けようと必死になる彼に次第に惹かれていく。
そして宿敵バクトゥンとの戦いでは、洗脳されたためアレクスたちを打ちのめしてしまう。彼への愛情で自分を取り戻したジーナは激昂。祖父を超えるほどの潜在能力を開花させバクトゥンを滅した。その後、頼れる仲間としてパーティーに復帰することになる。
エンディングでは「私の好きな人」のために戦ったことを告げた。後にアレクスと結婚して二児の母となり、落ち着いた雰囲気を漂わせる優しい女性へと成長した。
名乗りは「悪をつんざく青き雷。アナテア魔王討伐隊より魔法使い『ジーナ』。これに見参」。
ゲッツ
職業軍人。アナテア魔王討伐隊の一。豪快で無鉄砲な性格。ミド好きで何かにかこつけて飲んでは酔っ払っている。パッケージでは禿頭だがゲーム中では兜をかぶっている。
能力的には戦士寄りでありHPが高い。またわずかだが魔法も使える。
おおらかで細かいことは気にしない性格。一方で気が短く怒りっぽい。アレクスとは年齢を超えた友人となっていく。ロトトに対してツッコミを入れることが多い。
当初は「騎士としての仕事が欲しかった」ため騎士を目指したが、エンディングでは「仲間」のために戦ったことを告げた。
入れ替わりが激しいPTの中ではほぼ固定メンバーとなっており、彼が外れるのは終盤からとなる。そのためPTにいる期間が非常に長い。
エンディングにおいてはアナテアでミドを飲んでいることが語られており、アレクスの子供たちが彼と出会っている。
名乗りは「悪を砕く鋼の力。アナテア魔王討伐隊より戦士『ゲッツ』、これに見参」。
リリアナ
エルフの吟遊詩人。かつてギルドに歌いに来ていたことがあり、ジーナとは彼女が幼少の頃からの付き合いで姉のような存在。見た目は若いが実年齢は「伊達に200年生きていない」とのことでパーティー最年長になる。態度こそクールだが思いやりのある女性。
短刀や弓による遠距離攻撃を得意とするが、反面接近戦や魔法は苦手。
当初は「アレクス一行が心配でついて来た」と語ったが、エンディングでは「平和」のために戦ったことを告げた。
名乗りは「悪を切り裂く森のつむじ風。光と闇の狭間より、エルフ『リリアナ』。これに見参」。
シャロン
見習い中の女性僧侶。臆病な性格で、悟りにはまだまだ遠い。しかし志は高い。猫を被るところがある。魔王を倒せば一人前になれると考え、アレクスたちの旅に加わった。
典型的なヒーラータイプで、ジーナとは逆に回復・補助魔法に特化されている。特に味方全員のHPを完全回復させる「マグナホール」は彼女にしか使えない。
アレクスに気があるような一面をたびたび見せるためジーナと衝突することも。しかし仲が悪いわけではない。後にアレクスがドワーフの炭鉱で生き埋めになったと思った時は「お慕いしていた」と独白している。
PTの加入期間が非常に短く、序盤に仲間になるもすぐに離脱してしまい、再加入は終盤からとなる。だが上記にもあるようにノルテリオ城のイベントでまた離脱してしまい、バクトゥン撃破後に任意で加入させるか選ぶこととなる。
このためヒーラーポジションでありながらその性能を発揮する機会は少ない。
当初は「一人前になるため魔王を倒しに行く」と語っていたが、エンディングでは「安らぎ」のために戦ったことを告げた。
名乗りは「悪を挫く清き祈り。まだ見習いだけど僧侶『シャロン』。これに見参」。
ロトト
『リュウ』の血を引く伝説の勇者の末裔。アレクスがジーナ、シャロンとケンカ別れしたのを聞き、パーティーに勧誘しに来て「いつの間にか仲間になった」。
「勇者」という設定に反して能力値は最低で、あらゆる面でステータスが低く足手まといに近い。しかし、きわめて強力な勇者専用装備を身に着けられる唯一の存在でもある。ただし、勇者グッズがロトト専用の最強装備であるため、ラストダンジョンで手に入るアレクスらの最強武器と比べると性能は見劣りする。
見栄っ張りですぐに血筋をひけらかし、所持している『勇者の紋章』を自慢するが実力は仲間内で最低。アンが仲間に入る際は「この危険な旅に女性を連れて行くのは……」と難色を示したが、直後に投げ飛ばされ「大変心強いぞ……」と前言を撤回した。またゲッツからもたびたびツッコミを受ける。
南京錠を平然と開けたりするなど勇者とは思えないスキルを持っている。正義感は強いが気は弱く、プライドは高いが志は低い。しかし、使命感は本物であり人助けは進んで行う。序盤ではサラナン城を救った報酬に目が眩むさまが見られたが、エンディングでは世界を救った褒美を蹴ることも惜しまない「正義の心」を手に入れた。
終盤ではアレクスの窮地に仲間たちと共に駆けつけ、最後まで魔物と闘い抜いた。
当初は「勇者の子孫という使命（正義）のため」戦っていると述べ、エンディングにおいても「正義」のために戦ったことを告げた。メンバー内では珍しく一貫して戦う理由が変わっていない。
名乗りは「悪を焦がす正義の炎。第13代目、伝説の勇者『ロトト』。これに見参」。
リー
遠国より訪れた格闘家。一人称は「せっしゃ」で語尾に「ゴザル」を付ける時がある。
近接戦闘に特化されているが、鎧は装備できる種類が少ないため終盤では防御力に難が出てくる。魔法も使えるが種類は少ない。ただし、単体のHPを完全回復させる「ダイホール」は彼とシャロンにしか使えない。また、ラストバトル直前で購入できる「秘伝の巻物」は、間接攻撃武器の中でも桁違いの威力を持つ。
祖国を滅ぼした魔王軍への復讐のため、次なる主戦場となる大陸に姿を現す。真面目な堅物。語尾に「〜ゴザル」をつけるのが特徴。
リーダーであるアレクスを隊長として認め、彼の言葉に従う。高い実力を持ちながら自分からアレクスの仲間にして欲しいと頭を下げるなど物腰の低い人物。堅物なように見えて実はやや天然。
二年前に祖国を滅ぼされ、仲間たちと共に仇討ちのため立ち上がる。しかし旅の中で仲間たちは次々と倒れて行き、生き残ったのはリー1人となった。当初はアナテアの騎士になるつもりだったが、アレクスたちが魔王討伐隊だと知ると一行に加わった。
当初は「滅ぼされた祖国のため（復讐のため）」に戦っていると告げ、エンディングにおいても「祖国」のために戦ったことを告げた。ロトトと同じくこちらも戦う理由が一貫している。
名乗りは「悪を滅ぼす怒りの拳。流離いの格闘家、闘士『リー』。これに見参」。
アン（アンジェリカ）
本名はアンジェリカ。アナテアの隣国サラナンの王女様。一人称は「わたくし」もしくは「わたし」で、基本的には敬語敬称で仲間と接する。
能力的には魔法剣士であり、物理も魔法も幅広く使いこなす。強力な攻撃魔法「マグマハザード」が使える数少ない人物。特に強力な攻撃魔法「ブラスター」は彼女とジーナにしか使えない。
気高く優雅な王女であるが、父王を守る近衛兵も舌を巻くほどの腕を持った女戦士である。魔王の手に落ちた祖国をアレクスたちが救ってくれたことへのお礼として、自ら剣を取り仲間に加わる。仲間になった当初は恩義からメンバーのほぼ全員に対して敬語だが、中盤で一度PTから離脱し、終盤で再加入してからは敬語を使わなくなり、『アレクス』と呼び捨てにするようになった（ただし終盤ではまた敬語敬称に戻っている）。
当初は恩返しのため「アレクスさんが一人前になれるようにお手伝いのため」戦っていると語ったが、エンディングでは「人々」のために戦ったことを告げた。
名乗りは「悪を裁く紅の剣。王国『サラナン』、第一王女『アンジェリカ』。これに見参」。

### サブキャラクター
アナテアの国王
魔物の襲撃を生き延びたと思ったアレクスたちを凄腕と勘違いし、アレクスとゲッツに騎士の位を、ジーナには宮廷魔術師の位を授けた。その後、三人を魔王討伐隊に任命した。これにより本格的に物語が始まることとなる。
アレクスの父
カーム村で羊飼いをしている男。アレクスが家業を継がず勝手に騎士になったことで激怒し、騎士として功績を挙げるまでは家の敷居をまたぐことは許さないと勘当を告げる。以降は話し掛けても「親類に騎士などいない」と相手にしてくれないが、母によれば息子のことは心配しているとのこと。
アレクスの母
夫とは逆に穏やかで優しい性格。しかし息子が騎士になったのを快く思っていない。父から勘当を告げられた息子に代々伝わる家宝「歌う水晶」を授けた。これを手にしたアレクスは勇気を持ち始め、仲間たちの先頭に立って国境の洞窟を越えることができた。後にアレクスからジーナの手に渡る。この歌う水晶はストーリーの要所要所で強い存在感を見せており、アレクスとジーナが結ばれるのに一役買った。
勇者装備の鍛冶屋
先祖代々勇者専用の装備を作っているという男性。カーム村南の小屋で暮らしている。説明書にも記載されている通りロトト専用の強力な装備が購入できる。序盤から訪れることができるが、購入するには（この時点では）高額の料金を払う必要がある。いわゆるやり込み要素に該当する。またアンジェリカを仲間にした後、ストーリーを進めるとすぐに次の大陸に行ってしまうため、二度と購入できなくなる。
ギルドマスター
魔導士ギルドの長。ジーナの祖父でもある。孫娘が宮廷魔術師になったことを大いに喜び、新人のバクトゥンにアレクスたちのサポートをするよう言い渡した。しかし、バクトゥンの正体は魔王の先兵であった。一騎討ちを繰り広げるも敗北し、戦闘不能となった。その後は寝込んでしまうが孫たちに目覚めのベルを託し、バクトゥンの野望を挫くように頼んだ。
キノコの王様（ユメミダケ）
キノコの国の王様。マッシュタウンに居を構える。アレクスたちが「ユメミダケ」を探しに来たことを告げると、それは自分のことであると明かす。他のキノコなら好きなだけ持って行っていいと気前のいい発言をしたが、ユメミダケだけは渡せないと拒否。さらに挑発し、力尽くで奪おうとするアレクス、ジーナ、ゲッツ、リリアナらをあっさりと薙ぎ倒した。そして4人に交換条件を出し、魔女アニスが持つ「生命の水（寿命が100年延びる）」を取りに行かせたが、薬を受け取っても約束を守らず、再びアレクスたちと戦いになる。しかし、実は王様が飲んだ薬はゲッツがすり替えた「ミド」であった。このため酔ってしまって力が出ず、敗北を喫する。「許してくれ」と命乞いをし、ゲッツによって身体の一部を千切り取られた。去り際にアレクスたちに向けて、自分の一部を材料にする薬などロクなものではないと苦言を呈している。
魔女アニス
キノコ王国の僻地に住む老婆。花粉症のためキノコの胞子でくしゃみが出る。そのためキノコが嫌い。当初はアレクスたちの申し出を断ったが、花粉症の特効薬になる竜の鱗を交換条件に出す。その後、鱗と引き換えに約束通り生命の水を渡した。
独立遊撃隊の隊長
アナテアの騎士。手強いと言われる竜も倒すほどの実力者。魔王討伐と金儲けのために剣を振っている。序盤で登場した後、終盤まで出番がない。終盤ではゴルゴーンという魔物に部下を全滅させられ、アレクスたちに助けられることとなった。エルフの里で治療を受け、その際に過去、アレクスを魔物から救った「憧れの騎士」であることが判明する。アレクスのことは覚えており、立派な騎士になったと褒め称えた。どうすれば「一人前の騎士」になれるのかとアレクスから問われ、「一番大切な者を守る」ことを語った。エンディングではアナテアに帰還し、魔王討伐を成し遂げたアレクスたちの前に姿を見せている。
独立遊撃隊の騎士たち
アナテアの騎士。戦闘のプロだが褒美と手柄しか頭にない。傲岸不遜で言動も盗賊やチンピラに近く騎士らしい威厳はまったくない。当初はアレクスたちを素人とバカにしていたが、終盤で魔物ゴルゴーンによって全滅させられた。
亡霊
レリクス墓地を彷徨う亡霊たち。魔物に墓を壊されてしまい成仏できずにいる。僧侶による救いを求めており、成仏させないと道を通してくれない。後にシャロンによって浄化され天へと昇っていった。
サラナンの国王
アナテアの隣国サラナンの王様。ある日突然豹変し、魔物を可愛がり城内にまで入れるという悪政を行うようになった。アレクスたちがアナテアの騎士だと知ると、魔物を虐めた罰として処刑すると捕らえてしまう。実はバクトゥンによって洗脳されており、後に目覚めのベルによって正気を取り戻した。その後、城内に入り込んだ魔物を掃討するように兵士たちに指示した。アレクスたちを国を救った恩人と見込み、恩返しの意味も込めて娘アンジェリカに供をさせてほしい頼み込んだ。その際だけ名前が「王様」になっている。
ブロック村の村長
ドワーフの島に暮らすドワーフの老人。ドワーフは大人しい種族だが、バクトゥンに洗脳されてしまい、破壊の竜への生贄としてソレイユの女性たちを拉致してしまう。後に目覚めのベルによって正気を取り戻した。
エルフの里の長老
時の彼方の国の一つ、エルフ・ランドの長。時間の結晶を用いて光と闇の狭間を創り出し、それリリアナに託すことでアレクスたちをアイス・ランドへと導いた。
ノルテリオの国王
アレクスたちを罠に掛けるべくバクトゥンに洗脳され、ジーナ、ゲッツ、シャロンに「呪いの毒」を盛ってしまう。アレクスだけ飲まなかったので難を逃れる。正気に戻った後は謝罪した。
魔王の間の万事屋と僧侶
魔王との決戦直前に立ち寄れる隠し部屋にいる。説明書にも彼らのことは記載されている。最強クラスの武具の購入と最後のセーブが行える。

### 魔王軍
登場する魔物は魔王が生み出したと語られており、魔物の軍勢を率いて世界征服を目論んでいる。
魔王ガルデア
本作の最終ボス。黄泉の国を統べる闇の世界の住人。魔物たちの造物主であり、人間の世界を支配するべく魔物を送り込み各国を攻め滅ぼしてきた。
バクトゥンが倒された後、「しもべ」が倒されたことで怒り、世界中に自身の幻影を投射し、魔物による総攻撃を仕掛けると宣戦布告。魔王城へ乗り込んできたアレクスたちと最終決戦の際には、変身することでよりパワーアップした形態に移行。それでも彼らの絆の前には敗北を喫した。
アレクスたちは主を失ったことで崩壊する黄泉の世界から脱出しようとする。しかしその直前、ガルデアは傷ついた身体で追いつき、アレクスたちを道連れにするべく最期の勝負を挑む。
崩壊する肉体を凌駕する復讐心もアレクスたちの「絆」の前には及ばず、今度こそ魔王は消え去った。
全3形態と戦闘するが、ラストバトルの形態は攻撃力が非常に高い代わりにHPが極端に減っているのが特徴。
バクトゥン
ガルデアの「しもべ」の一人。序盤から終盤に掛けてたびたび登場し、アレクスたちの前に現れる強敵。
人間でありながら魔王に心酔し、人間を裏切った魔道士。地上を征服した暁には褒美として好きな国をもらうという取引を交わしている。表向きは魔術師ギルドに属し身分を偽り、学者として潜入し、「しょうかんやく」を手に入れるため行動していた。この薬を飲んだ者は人格が豹変し、製作者であるバクトゥンの操り人形となる。解放するには「目覚めのベル」の音を聞かせるか、バクトゥンを倒すか、自力で破るしかない。
ほぼ一貫して敬語だが、「しょうかんやく」の製作中に話しかけると「今実験の最中だ、勝手に入るな！」と激怒する面が見られる。なお、ギルドにいた時は老人の姿だが本来の姿は壮年くらいの男性である。ゲッツやジーナからは「陰険で卑怯なヒゲオヤジ」と言われており、本人もそう言われたことを多少は気にしている様子。
ジーナたちを騙してまんまと薬を手に入れたバクトゥンは、各国に移り渡り行動を開始。各国の要人を薬の力で支配下に置き、世界征服を進めていく。ノルテリア城の人々を配下にした後、アレクスたちを呼び出して歓迎すると見せかけ、食事に「呪いの毒」を盛らせた。このためジーナ、ゲッツ、シャロンは毒によって苦しむこととなってしまう。さらにアレクスたちが薬草を採りに行っている間、魔王軍がノルテリア城を襲撃し、ジーナたちを拉致。こうしてバクトゥンはジーナたちを配下に加えた。
アイスタワーでの決戦ではついにアレクスたちに追い詰められるが、最後の手段としてジーナとゲッツ、そしてシャロンを洗脳しアレクスたちにけしかける。
だがアレクスへの思いで支配を断ち切ったジーナが怒り狂い、潜在能力を解放したことで反旗を翻される。ジーナの魔法を幾度も肉体に刻まれ、しょうかんやくの効果が効かないはずがないと驚愕しながら最期を迎えた。
地獄の門の番人
巨大な剣と盾を持つ鎧の巨人。アイスタワーの最上層、黄泉の国へ通じる地獄の門を守護するモンスター。魔王ガルデアが従える最強のモンスターでもある。
人語を解するが知性は低い。反面戦闘能力は高く、魔王ガルデアを遮る最後の障害としてアレクスたちの前に立ちふさがる。敗北した後は魔王に詫びの言葉を向けながら倒れた。
ノルテリオ城の襲撃にも加わっており、「戦いのプロ」を名乗る兵士たちから今まで出会ったどの怪物よりも手強かったと恐れられていた。
蛇の骸骨
アイスタワーの中層を守護するモンスター。下卑た笑いを上げる不気味な怪物で、頭部が骸骨、体が大蛇で構成されている。味方であるバクトゥンを見下していたが、彼もまたアレクスたちに敗北しバクトゥンの後を追うこととなった。その際は魔王に申し開きができないとして悔やんでいた。
ノルテリオ城の襲撃に加わっており、多くの兵士の命を奪ったことで恐れられていた。
薬草の谷の魔物
赤い肌をした鬼のような体躯の魔物。呪いの毒に冒されたジーナ、ゲッツ、シャロンを助けるべく鱗を求めてきたアレクスを容易く返り討ちにした。アレクスを喰らおうとするも、直後に駆けつけたロトト、リー、アンの3人によって討伐された。魔物の中では人語を解するなど非常に珍しい。一人称が「わし」で語尾に「〜じゃ」を付けるなど老人風の喋り方をする。
砂漠の大陸で戦うことになる最後のボス。
ゴルゴーン
古代遺跡にて「時間の結晶」を守っていた魔物。独立遊撃隊を単身で返り討ちにするなど非常に強力な魔物であり、ジーナも「一番手強かった」としてゴルゴーンの名前を挙げている。
破壊の竜
ドワーフ炭鉱に封印されていた恐るべき魔物。バクトゥンに洗脳されたドワーフたちによって復活を迎えた。
実はかつて破壊の竜を封印したのはロトトの祖先（7代目）であった。現在は石像と化しているが、両目にはめられた封印のクリスタルを取り外すといずれ復活してしまう。バクトゥンはこれを復活させようとしていた。ロトトのドジによって封印に失敗するもアレクスたちの尽力もあり、今度こそ完全に討ち滅ぼされた。ドワーフの島で戦うことになる最後のボス。
サラナン城の魔物
サラナン城の玉座前を守護している魔物。キメラのような姿をしている。しょうかんやくによって心を操られた国王を助けるべく現れたアレクスたちの行く手を遮るが、討ち滅ぼされた。最初の大陸で戦うことになる最後のボス。このボスを倒した後、港町に行くと自動的にストーリーが進行、ドワーフの島へと舞台が移ってしまう。そのため勇者装備が二度と手に入らなくなる。

## 開発
もともとはゲームボーイ用ソフト『ナイトクエスト』（1991年）の続編を製作する企画として開発がはじまったもののジャンルがRPGとなったうえ、プラットフォームもゲームボーイからファミリーコンピュータ（ファミコン、FC）さらに、スーパーファミコンへと二転三転した。さらにキャラクターやマップが完成しているので後付けでストリーを考えてくれと脚本担当の高山に依頼する一方、グラフィック担当の杉浦にはキャラクターを全部書き直すよう指示が出るというちぐはぐな状況が起こるなど苦難があったが制作者同士直接連絡をとることができたこともあり制作は進捗した。製作途中で「作っている自分たちがあのキャラクターと同じだなあ」（杉浦）、「僕たちのスキルレベルがRPGを作ると言うことに関しては主人公とほとんど同じ」（高山）と思ったそうである。
なお、3DOで『マグナブラバン2』をという話もあったが、すぐに立ち消えたという。

## スタッフ
- パブリッシャー：天谷修身
- エグゼクティブ・プロデューサー：小川晴夫
- プロデューサー：小山秀一
- プロダクション・スタッフ：讃岐平
- チーフ・アドバータイジング：かめやかつひこ
- マーケティング・スタッフ：村山実、田村里佳、うちだなおひと、辰田元
- ディレクター：水足淳一
- アシスタント・ディレクター：JONES SAKATA
- バトル・シーケンサー：MITTCHIEE & TERRY
- ゲーム・デザイナー、グラフィック・デザイナー：杉浦俊朗
- シナリオ・ライター：高山克彦
- アニメーション・プログラマー：DERBY KASUYA
- テクニカル・アドバイザー：ECOLOGY UDAGAWA、EGOIST HARXHISA
- 音楽：佐藤天平
- アシスタント・コンポーザー：さとうたつや
- ヘルシー・プログラマー：すずきよういち
- チーフ・デバッガー：ほんまさとし
- イメージイラスト：村瀬修功

## 評価
ゲーム誌『ファミコン通信』の「クロスレビュー」では、7・7・7・7の合計28点（満40点）、『ファミリーコンピュータMagazine』の読者投票による「ゲーム通信簿」での評価は以下の通り、17.4点（満30点）となっている。
| 項目 | キャラクタ | 音楽 | お買得度 | 操作性 | 熱中度 | オリジナリティ | 総合 |
| 得点 | 2.8        | 3.0  | 2.8      | 3.2    | 3.1    | 2.6            | 17.4 |

発売後の本作の知名度は数あるゲームソフトの中でもとりわけ低く、実際にプレイしたことのある人はさらに少なかった。1997年のゲーム雑誌『ユーズド・ゲームズ』による秋葉原のゲームショップ前におけるアンケートでは、100人中92人が「全く知らない」と回答し、実際にプレイしたことのある人は2人であった（残りの6人は名前だけは聞いたことがある）。この数値は、同誌面でマイナータイトルとして採り上げられた11作品中『NAGE LIBRE 〜静寂の水深〜』と並ぶ最下位である。このアンケートは『ユーズド・ゲームズ』誌vol.2に掲載されたマイナーゲーム特集「誰も知らないソフトをひそかに楽しむ」用に行われたものである。加えて、同誌編集部内でも誰も『マグナブラバン』を知らず、投稿者の情報で存在を知ったというほどの知名度の低さであった。この特集では紹介記事のみならず、まとめにおいても『マグナブラバン』が「独創性がある楽しいRPGだった」と書かれたこともあり、その後、読者からの反響が（『美食戦隊薔薇野郎』と同じくらい）大きかったと同誌には記されている。